# 베르겐선
베르겐선(노르웨이어: Bergensbanen)은 노르웨이 회네포스와 베르겐을 잇는 총 길이 371km의 철도이다. 종종 오슬로에서 드람멘을 경유하여 베르겐으로 가는 운행 계통을 이야기하기도 하며, 이 운행 계통의 거리는 496km이다. 북유럽에서 가장 높은 곳에 있는 철도 노선이며, 최고 지점은 핀세 터널 내부에 있는 해발 고도 1237m 지점이다.
1883년 베르겐-보스 간이 협궤 노선 보스 선으로 개통된 것이 시초이다. 1909년 보스에서 산을 넘어 오슬로까지 가는 노선이 개통되었으며, 협궤 구간이 표준궤로 개궤되어서 보스 선은 베르겐 선의 일부가 되었다. 전체 노선은 단선이며, 1954년부터 1964년까지 전철화되었다. 노선 소유자는 예른반베르케트이며, NSB 및 카고넷에서 열차를 운행한다. 하르당에르 선 영업 중지 이후 플롬 선이 유일한 지선이다. 베르겐 지역에서는 통근 열차가 운행하며, 1966년 울리켄 터널 개통 이후로 영업 거리가 짧아졌다.-

## 역사

### 보스로 가는 첫 단계

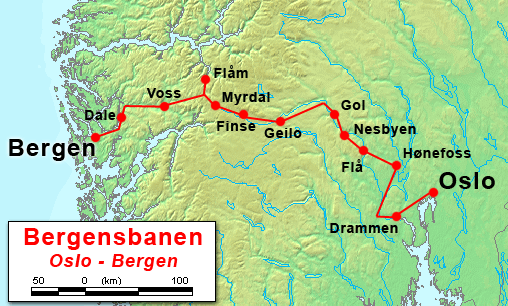
베르겐 선 지도와 주요 역

노르웨이의 두 대도시를 잇는 철도를 짓겠다는 계획은 1871년 8월 24일 안드레아스 탄베리 글뢰르센이 베르겐스포스텐에 제안하였다. 보스의 산림 관리자는 보스와 할링달로 철도를 경유시켜서 크로되르 선과 연결하자고 제안하였다. 베르겐 선 계획이 알려진 이후 시 의회에서 지원하였다. 1872년 칼 아브라함 필과 두 공학자들이 노선 예정지를 답사하였다. 당시에는 지역 사회에서 노선을 제안하고, 지역 사회와 투자자들이 건설 비용의 20%를 부담하고, 나머지는 대부분 국가에서 외채로 지원하였다.

#### 정치적 과정
1871년 10월 20일 두 공학자들이 노선 예정지 두 곳을 답사하였다. 한 노선은 파나, 오스, 하르당에르피오르를 경유하고, 다른 노선은 달레, 쇠르피오르를 경유한다. 후자의 노선은 인구가 덜 밀집된 지역을 통과하지만, 건설 비용이 저렴하고 고도 차이가 적었다. 1872년 1월 25일 철도 위원회가 결성되었다. 당시 노르웨이 노동부와 칼 아브라함 필은 베르겐 선의 우선 순위를 놓고 논의하였으며, 1872년 7월 조사에서는 긍정적으로 묘사하였다. 비슷한 시기에 레르달 경유 발드레스로 가는 지선을 논의하였다.
1873년 베르겐과 보스 사이를 건설하기로 하였으나, 오슬로까지 건설 계획은 통과되지 않았다. 1874년 1월 13일 베르겐 시에서 보스 선을 위한 채권을 발행하였으며, 40만 노르웨이 스페시달러(160만 노르웨이 크로네) 규모였다. 1873년 노르웨이 의회 총선에서 철도 지지자 페테르 옙센이 당선되어 이후 몇 년 동안 철도 사업에 예산을 투자하였다. 노르웨이 의회는 1874년 회기에서 신규 노선을 건설하지 않고, 현재 건설 중인 노선 계획을 완성하기로 하였다. 1875년 3월 20일 보고서가 완성되었을 때, 보스 선은 영업 이익률이 1%를 넘지 못할 것으로 예상했기 때문에 이에 포함되지 않았다. 1875년 회기에서는 지역 투자자들의 자금 문제로 지지를 많이 받지 못했다. 이후 의회에서의 토론을 거쳐서 다수의 의견이 바뀌었고, 1875년 6월 9일 찬성 61표 대 반대 42표로 보스 선 건설이 통과되었다.

#### 건설

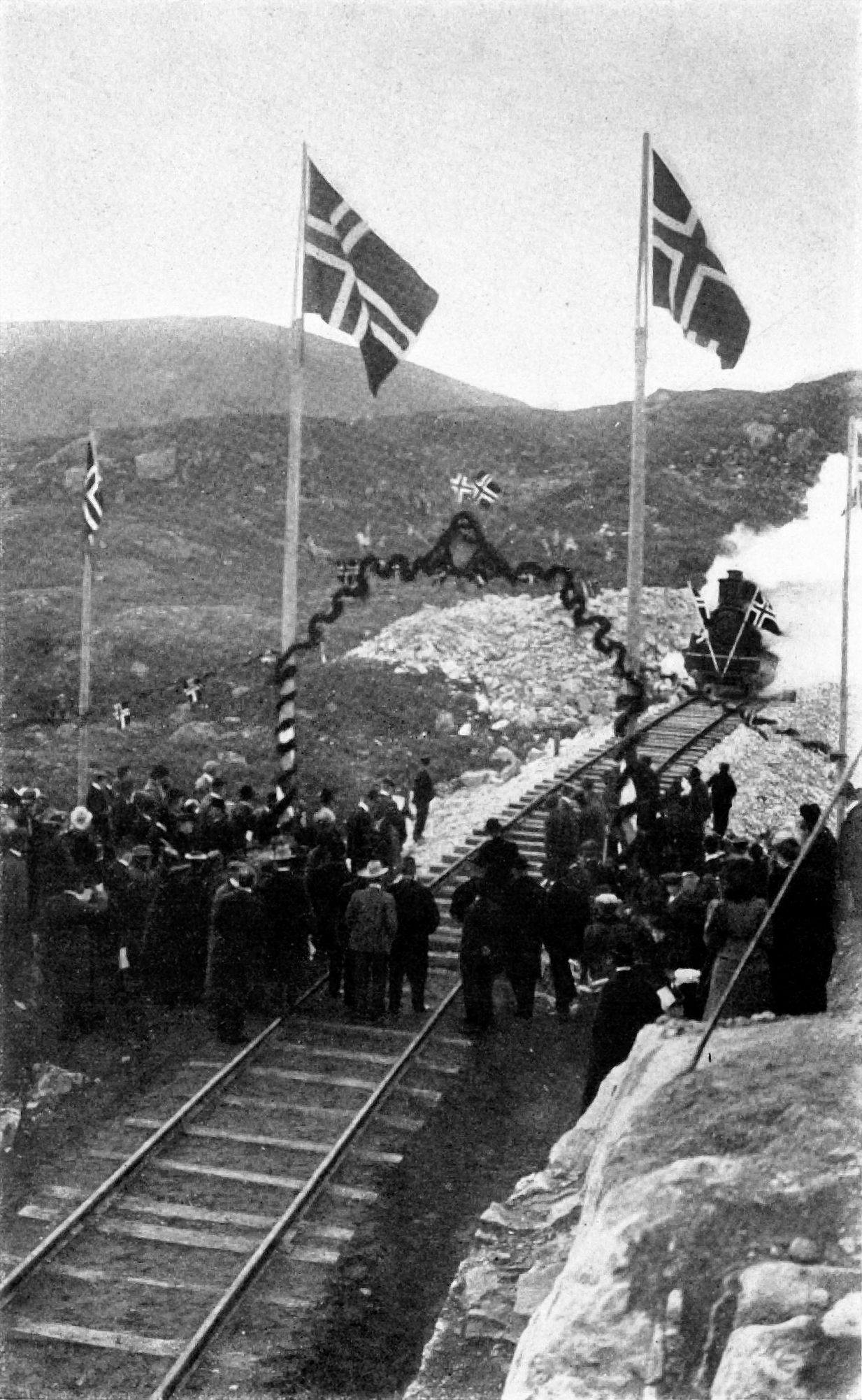
1907년 우스타오세에서 열린 완공식.

보스 선은 1067mm 협궤로 건설되었다. 첫 단계는 1875년 12월 건설이 시작되었으며, 가장 큰 공구는 1876년 3월에 착공하였다. 최소한 800명 이상의 인력이 투입되었으며, 최정점에서는 1800명까지 고용되었다. 1일 12시간 노동했으며, 일일 임금은 2.55 크로네였다. 이 돈은 노르웨이 해군에서 받을 수 있는 최대 임금과 같았다. 스웨덴에서 베네른 선 건설을 막 마쳤고, 철도 건설 경험이 있는 노동자들도 투입되었다. 외국인 노동자의 유입은 지역 경제를 활성화시켰으며, 노선을 따라서 술집이 개업하였다.
1882년 완공되었으며, 시험 운행 이후 1883년 봄에 영업 운행을 시작하였다. 개통식은 1883년 7월 11일에 이루어졌다. 건설 이후 해군 노동력들이 보스 선 연선으로 이주하였고, NSB에서 철도를 위해 일하기 시작하였다.

### 산 건너기
보스 선이 완공되었을 때 노르웨이에는 경제 불황이 다가왔다. 의회에서는 철도에 돈을 투자하지 않으려고 했고, 1886년 운송 계획에는 추가 예산이 지원되지 않았다. 1894년 3월 1일 5일간에 거친 토론 끝에 찬성 60 대 반대 53으로 베르겐 선을 건설하기로 했다. 여러 경로가 제시되었으나 최종 경로는 할링달을 경유하여 회네포스를 잇는 것으로 설정되었다. 회네포스 역에서는 로아-회네포스 선을 통하여 로아로 연결되며, 최종적으로 예비크 선을 통해 오슬로로 연결된다. 이 외에도 란스피오르 선과도 연결된다.
지역 투자 자금은 빨리 모였고, 1901년 첫 건설이 시작되었다. 공사 현장을 위한 연결 도로가 1902년 완공되었다. 겨울에 영하로 내려가고, 눈이 높이 쌓이고, 변변한 도로가 없는 지역에서의 건설 과정은 난공사였다. 터널은 총 113개이고, 터널 거리는 총 28km이다. 가장 긴 터널은 5311m 거리의 그라베할센 터널이며, 건설 예산은 3백만 크로네였다. 당시 알프스 산맥 북쪽에 뚫린 가장 긴 터널이었다. 건설에는 6년이 걸렸으며, 단단한 편마암을 직접 파내려갔다. 궤도 공사는 1906년 착공되었고, 1907년 양쪽에서 시작한 궤도 공사가 우스타오세에서 만났다.
베르겐 선은 보스 선과는 달리 표준궤로 건설되었으며, 베르겐 선 영업을 위하여 보스 선을 표준궤로 개궤해야 했다. 일일 36회의 열차가 네스툰, 6회 가르네스, 4회 보스까지 운행했기 때문에 작업이 힘들었다. 준비를 위하여 일부 곡선을 펴야 했고, 새로운 차량 한계에 맞춰서 구조물을 다시 건축해야 했다. 1904년 8월 10일 밤 모든 궤도 공사가 끝났고 다음날 아침 모든 열차는 표준궤로 운행하였다.
1907년 7월 1일 뮈르달에서 보스까지 첫 영업을 시작하였다. 1907년 12월 9일 굴스비크까지 개통 열차가 지나가려고 했으나, 눈 때문에 도중 회차하였다. 이 과정에서 눈을 치우는 데만 1개월 반이 걸린다는 사실을 알았다. 750 kW 로타리 제설기를 사용해도 눈을 치울 수 없었다. 1908년에 다시 열차를 운행하려는 시도가 있었고, 이 때에는 굴스비크에서 베르겐까지 열차가 성공적으로 운행하였다. 로아와 굴스비크를 잇는 노선은 공사 중이었으며, 이 때문에 열차는 드람멘 선과 크뢰데르 선을 경유하여 굴스비크까지는 페리로 운행하였다. 오슬로 베스트 역에서 정기 영업을 시작한 날은 1908년 6월 10일이다.
1909년 11월 25일 베르겐에서 오슬로 외스트 역으로 열차가 운행하였으며, 이틀 후 보스에서 공식적으로 개통되었다. 국왕 호콘 7세가 개통식에 참가하였다.

### 제2차 세계 대전

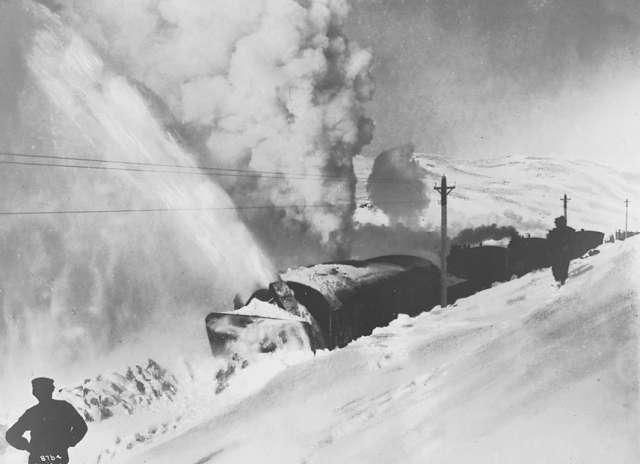
1908년 하르당에르에 있는 로타리 제설차.

제2차 세계 대전 동안에는 이 노선이 민간 및 군사 수송으로 활발하게 사용되었으며, 장비 및 유지 보수가 부족하였다. 1944년 2월 28일 석유를 싣고 하구배를 달리던 회네포스 방면 열차가 제동에 실패하여 예일로에서 베르겐 방면 열차와 충돌하였다. 이 사고로 민간인 25명과 독일군이 많이 죽었다. 윤활유 불량과 추운 날씨가 사고 원인으로 지적되었다.

### 전철화

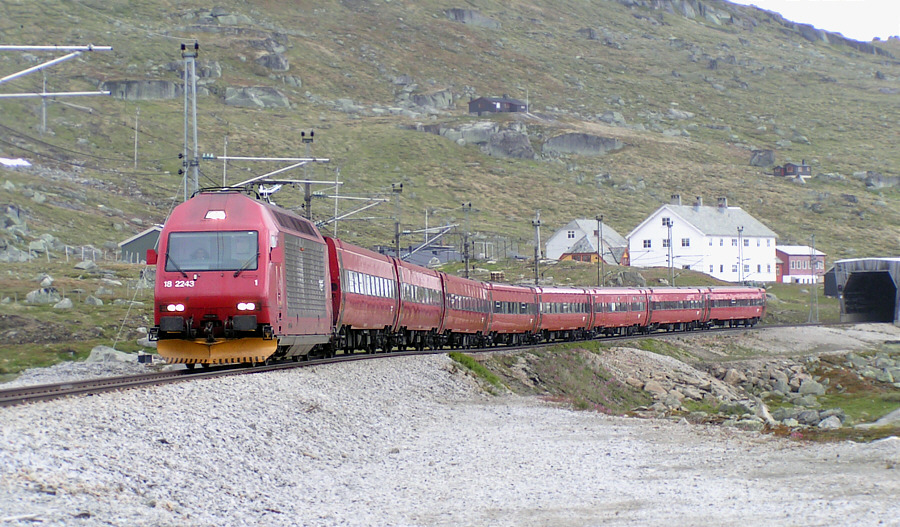
핀세 터널을 통과한 El 18

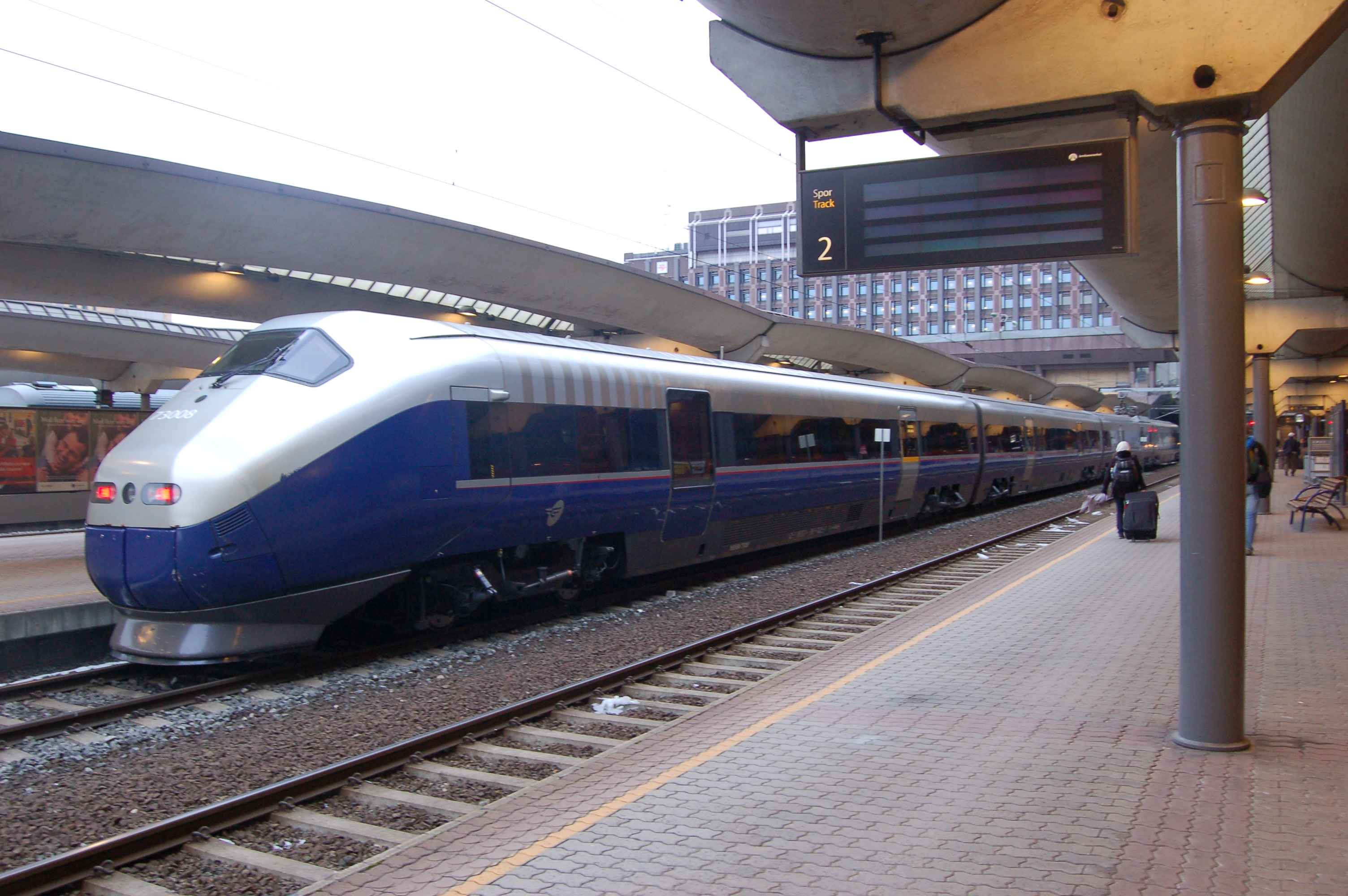
베르겐행 NSB 73 전동차

노르웨이는 수력 발전으로 전기를 다량으로 생산하였으며, NSB에서는 전철화 이전에 수입 석탄으로 동력을 충당하였다. 노선이 건설될 때부터 전철화 계획이 제안되었으며, 1912년 베르겐-네스툰 간 노선을 복선 전철화하자는 계획이 제안되었다. 1930년대 하르당에르 선과 플롬 선을 계획할 때에도 전철화가 다시 제안되었으며, 지선은 전철화하기로 하였으나 본선은 제외되었다. 1939년 국가적 전철화 계획이 실행되었으며, 보스 선은 최우선 순위에 있었다. 제2차 세계 대전으로 인하여 계획이 연기되었고, 1950년대에 들어서야 실행할 수 있었다. 보스 선은 1954년 7월 2일 전철화되었다.
1952년 의회에서 총 1153km에 달하는 철도를 전철화하기로 하였으며, 보스-회네포스 간은 4순위였다. 다음 해에 NSB에서는 증기 기관차를 대체시키는 캠페인을 시작했으며, 모든 증기 기관차를 전기나 디젤 차량으로 전환하기로 하였다. 전철화가 진행되지 않아서 1958년 Di 3 디젤 기관차를 투입하였다. 이후 운행 시간이 1시간 정도 줄어들었다. 여름에는 NSB 66 디젤 동차가 투입되었으나, 온도 한계 때문에 겨울에는 운행하지 않았다. 전철화는 4단계로 진행되었다. 로아-회네포스는 1961년 2월 1일, 회네포스-올은 1962년 12월 1일, 올-우스타오세는 1963년 12월 15일, 우스타오세-보스는 1964년 12월 7일 완공되었다. 전철화 구간이 늘어나면서 NSB는 전기 기관차로 대체하였다. El 13 기관차가 최초로 운행하였고, 총 전철화 비용은 1억 4300만 크로네였다.
급행 열차는 항상 새로운 기관차를 사용하였다. El 14가 1968년, El 16이 1977년, El 17이 1981년, El 18이 1996년 반입되었을 때 베르겐 선부터 운행을 시작하였고, 오래된 기관차는 화물용으로 변경되었다. 2000년에는 NSB 73 틸팅 전동차가 운행을 시작하였고, NSB 싱나투르 브랜드를 잠시 동안 사용하였다. 베르겐 선에서는 설계 최고 속도 210 km/h를 내지 못했고, 이 속도를 낼 수 있는 곳은 아스케르 선과 핀세 주변 지역으로 한정되었다. NSB 73 전동차는 눈에 갇히는 경우가 잦아서 겨울에 운행할 수 있는지 여부가 의심되기도 했다. 2007년 2월 21일에는 눈 위를 달리다가 전동차가 탈선하기도 했다. 객차 개조가 끝나는 대로 전동차를 기관차 견인 열차로 바꿀 계획이 있다.

### 산 넘기
베르겐부터 타크밤까지의 첫 32km는 우회 경로였으며, 터널 3개를 지으면 21km까지 거리를 단축할 수 있었다. 제안한 터널은 각각 울리켄 터널(7660m), 아르나니파 터널(2177m), 투네스트베이 터널(40m)이다. 1956년 의회를 통과하였고, 1959년 착공하여 1963년 터널이 완공되었다, 궤도 공사는 1964년 5월 29일 완공되었다.
1980년에는 오슬로 터널이 개통하였고, 드람멘 선을 통하여 오슬로 센트랄 역으로 열차가 운행할 수 있게 되었다. 이 때문에 여객 열차는 1980년대 후반에 로아 대신 드람멘을 경유하여, 회네포스까지 드람멘 선과 란스피오르 선으로 운행하기 시작했다. 좀 더 인구가 밀집되고 선로 용량이 여유로운 곳을 지나게 되었다. 운행 계통의 영업 거리는 23 km 증가하였으나, 선로 상태가 더 좋아서 소요 시간은 비슷하다. 화물 열차는 여전히 로아 경유로 운행된다.

### 높이 낮추기

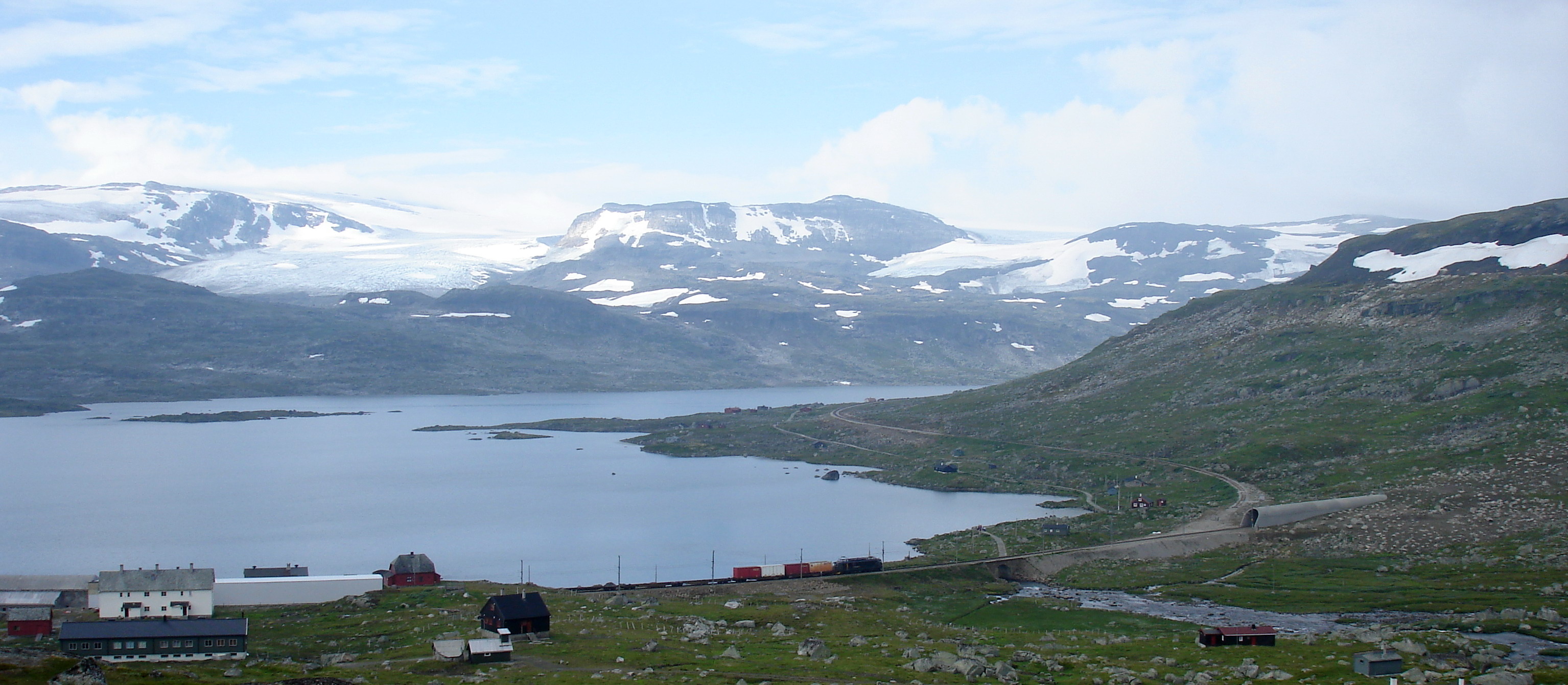
핀세 터널로 진입하는 화물 열차

겨울 동안 제설을 위해서 많은 돈이 들었다. 핀세 역에 대형 제설차가 대기하고 있었으며, 눈에 취약한 부분에는 가림막이 설치되었다. 특히 핀세 역부터 할링스케이 역까지 22 km 구간은 눈에 약해서, 눈이 많이 오면 전체 노선이 멈추었다. 1984년 두 역 사이를 잇는 10.5 km 터널을 짓기로 하였다.
1989년 노르웨이 의회에서 통과되었고, 핀세 동부의 노선 개량도 같이 이루어졌다. 총 7억 5천만 크로네를 투입하여 신선 32km를 설치하여, 영업 거리를 4.5 km 단축하였다. 이와 동시에 최고 제한 속도도 시속 70에서 170km으로 증가하였다. 1992년 6월 16일 터널이 개통하였고, 다른 개선은 1995년부터 98년까지 이루어졌다. 노선의 최고 지점도 해발 1301m에서 핀세 터널 안의 해발 1237m로 낮아졌다. 핀세 터널 개통 이후 제설차가 철수하였다.

## 영업

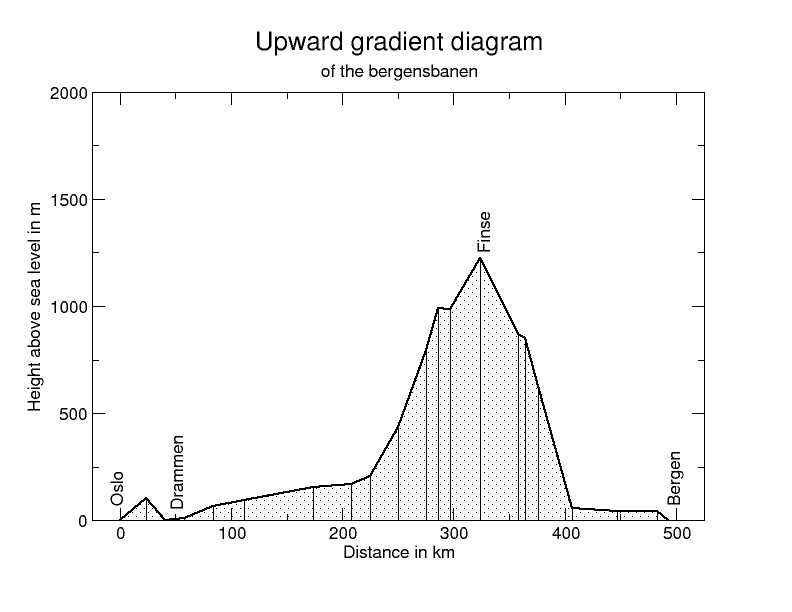
베르겐 선의 고도 다이어그램

베르겐 선에는 최고 5편성의 급행 열차가 운행하며, 카고넷에서는 화물 열차를 운행한다. 뮈르달부터 베르겐까지는 통근 열차가 운행한다.

### 노선
드람멘 경유 오슬로와 베르겐 사이 거리는 493km이며, 베르겐 선은 372km이다. 총 182개의 터널이 있으며, 터널 거리는 약 73km이며, 2 km 이상의 터널은 10개이다. 핀세 역은 해발 1222.2m에 있는 가장 높은 역이며, 가장 높은 지점은 핀세 터널 내부의 1237m이다.

### 통근 열차

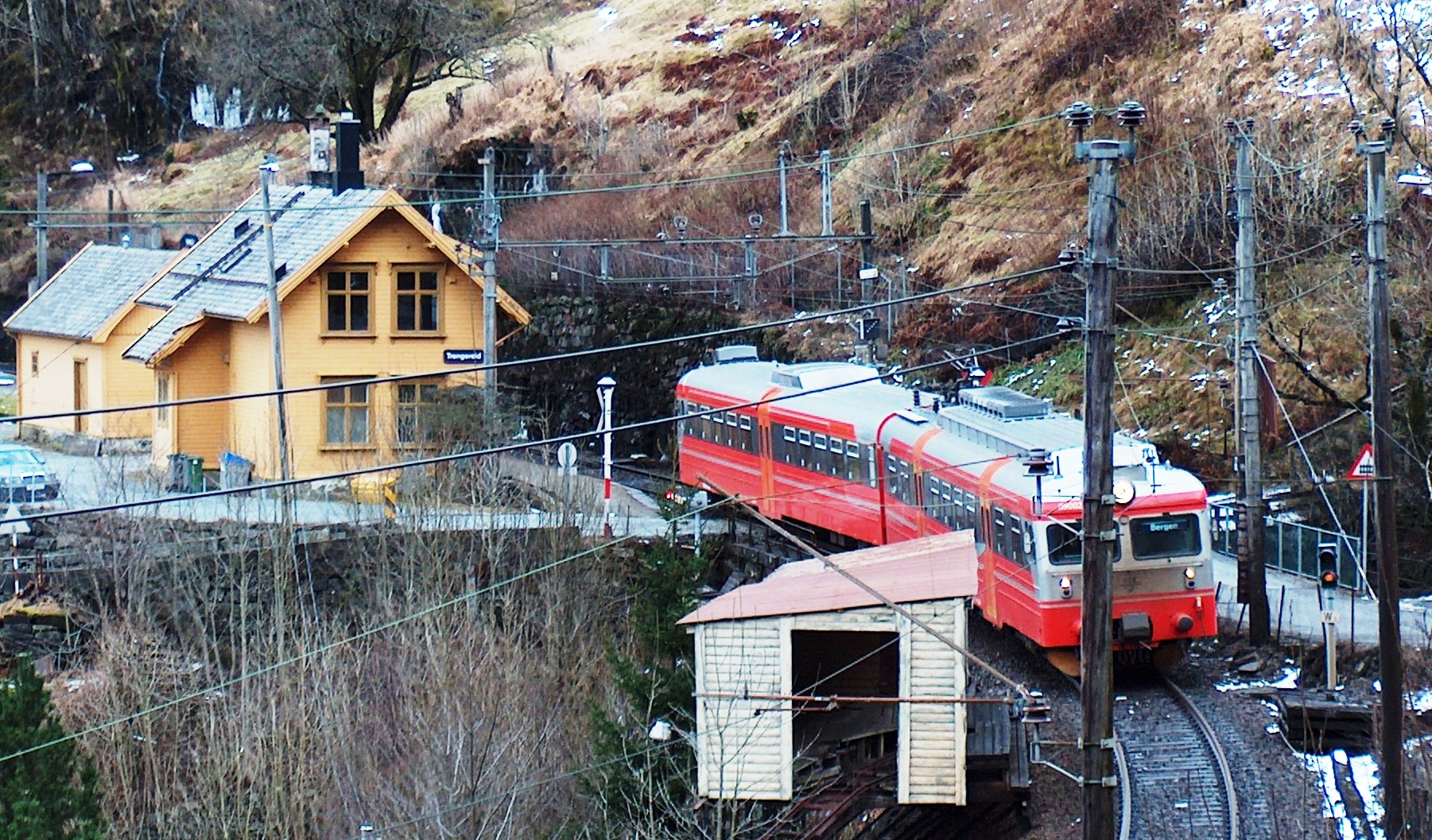
트렝게레이 역을 지나는 NSB 69

베르겐에서 아르나까지 가는 열차는 시간당 2회, 보스까지 가는 열차는 1일 14회 운행하며, 보스행 열차 중 1일 6회는 뮈르달까지 운행한다. 차량은 NSB 69 전동차를 사용한다. 울리켄 산을 도로로 넘는 것보다 철도로 넘는 것이 빠르므로, 아르나행 통근 열차는 베르겐의 대중 교통에서 큰 부분을 차지한다.

### 급행
NSB에서 운행하는 급행 열차는 베르겐 선의 주요 여객 열차이다. 오슬로에서 출발하여 드람멘 선과 아스케르 선을 지나고, 란스피오르 선을 통하여 회네포스로 올라온다. 베르겐과 오슬로뿐만 아니라 노선 연선의 마을에도 중요한 운송 수단이다. 1일 최대 2편성이 NSB 73 전동차를 사용하며, 나머지 편성은 기관차와 객차 편성을 사용한다. 1주 6회 야간 열차가 운행한다. 핀세와 뮈르달 같은 일부 역에는 철도로만 진입할 수 있다. 운영 적자는 노르웨이 교통 통신부에서 지원한다.

### 화물
화물 열차는 카고넷에서 운영하며, El 14와 El 16 기관차를 사용한다. 대부분 화물 영업은 오슬로 알나브루 터미널에서 베르겐 터미널까지 운행한다. 화물 열차는 시간을 줄이기 위해서 로아-회네포스 선으로 운행한다. 오슬로발 화물 열차는 1일 4편성, 드람멘발 열차는 1편성이다. 2001년부터 2005년까지 철도 화물 수송량은 80% 증가하였으나, 시설 문제로 이 이상은 힘들다. 카고넷 측은 5개의 신호장을 설치하고, 열차장을 400m에서 600m로 증가시키고, 시설 개량이 이루어지면 화물 물동량을 2배로 증가시킬 수 있다고 하였다.

### 보존 구간
보스 선의 일부 폐선 구간은 보존되었고, 노르웨이 철도 클럽에서 증기 열차로 여름에만 임시로 운행한다. 핀세에는 노동자 박물관이 있으며, 과거 노동자를 위한 길은 자전거 도로로 바뀌었다.
지선 플롬 선은 관광 자원으로 재개발되었다. 뮈르달부터 플롬까지 총 거리는 20km이며, 수직 고도 차이는 864m이다. 운행은 NSB에서 담당하나, 마케팅은 지역 사회에서 담당한다. El 17 기관차와 승객 밀도가 높은 B3 객차를 사용하며, 모두 플롬 선 전용 녹색으로 도색되어 있다.

## 추가 제안

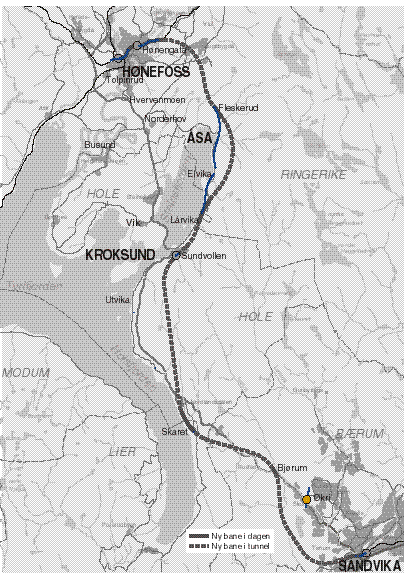
제안된 링에리케 선은 베르겐 선의 거리를 60km 줄일 수 있다.

### 개선
울리켄 터널은 아르나행 통근 열차 때문에 베르겐 선의 최대 병목 지점이다. 이 지점에 복선 터널을 뚫으면 노선 전체의 용량을 증가시킬 수 있다.
1894년 당시 베르겐 선의 원래 계획은 오슬로 서쪽에 회네포스-산드비카를 잇는 링에리케 선을 건설하는 계획도 포함하였다. 베르겐 선의 영업 거리를 60 km 줄이고, 운행 시간도 50분 줄일 수 있었다. 건설하자는 제안은 있었으나, 자금을 지원받지 못했다. 이 계획은 2000년대 이후에 자세히 논의되어 계획도 있었다. 다른 개량 계획도 모두 합치면 4시간 30분으로 운행 시간을 줄일 수 있다. 2020-30년에 착공할 장기 계획의 일부이지만, 언제 착공할지는 정해지지 않았다.

### 폐선
2002년 예른반베르케트에서는 예산이 부족하면 베르겐 선을 포함한 노르웨이의 모든 장거리 열차가 영업을 중단할 수 있다고 경고하였다. 노르웨이 교통 통신부에서는 정부 정책은 폐선시키지 않는다고 밝혔다. 2004년 노르웨이 진보당에서는 철도를 폐선하고 오슬로와 베르겐을 잇는 고속도로로 대체하자고 하였다. 그 이유로는 철도 운송의 이익이 나지 않으며, 버스 수송이 싸면서 간편하고, 쉬운 트럭 운송은 사업을 촉진시킨다는 것이었다. 다른 당에서는 철도의 친환경성과 대량 수송이 가능하다는 점을 들어 제안을 거부하였다.

### 고속화
오슬로와 베르겐을 잇는 고속 철도는 여러 번 제안되었다. 예른반베르케트의 기초 조사에 의하면 오슬로-베르겐 간 고속 철도의 B/C 비율은 1 이상이었다. 고속선의 경로는 기존선과 거의 비슷하며, 오슬로-회네포스 간 새로운 터널을 건설하는 계획이 있다. 오슬로-트론헤임과 오슬로-할렌 간은 비용이 더 적게 들어서 더 빨리 건설될 가능성이 있다.
이러한 장거리 고속철도 계획은 2010-2040년 장기 계획에 포함되어 있지 않지만, 하마르-트론헤임이나 드람멘-크리스티안산 간 철도는 건설하기 쉬워서 맨 먼저 건설될 것이다. 2030-2060년 사이에는 베르겐으로 가는 고속선이 건설될 가능성이 있다.

## 참조

### 참고 문헌
- Aspenberg, Nils Carl (2001). 《Elektrolok i Norge》 (노르웨이어). Baneforlaget. ISBN 82-91448-42-6.
- Gubberud, Ivar J. (1983). 《Vossebanen 1883-1983》 (노르웨이어). 노르웨이 철도 클럽. ISBN 82-90286-05-8.
- Holøs, Bjørn (1984). 《Bergensbanen 75》 (노르웨이어). Gyldendal. ISBN 82-05-19349-5.
- 예른반베르케트 (2007). 《Jernbanestatistikk 2006》 (PDF). Jernbaneverket. 2007년 12월 17일에 원본 문서 (PDF)에서 보존된 문서. 2010년 9월 23일에 확인함.
- 노르웨이 철도 클럽 (1994). 《Banedate '94》. Oslo: Norsk Jernbaneklubb. ISBN 82-90286-15-5.
- Rødland, Kjartan (1999). 《Bergensbanen: livsnerven over høyfjellet》 (노르웨이어). Alma Mater. ISBN 82-419-0253-0.